# 内蒙古人民共和国
内蒙古人民共和国是由巴彦塔拉盟盟长、蒙疆联合自治政府最高法院院长补英达赖等前蒙疆聯合自治政府的高级官员1945年在察哈爾苏尼特右旗建立的有限承認政权。

## 沿革
1945年8月日本投降後，蒙疆聯合自治政府亦随之瓦解。曾在蒙疆聯合自治政府中任职的部分高级官员、民族上层人士以及部分蒙古族青年知识分子等均聚集在锡林郭勒盟苏尼特右旗南部的陶高图庙。部分青年知识分子有早先曾秘密成立蒙古青年革命党，主张联合苏蒙，反对日本侵略者。
1945年8月16日，由於國民政府對於內蒙古尚且鞭長莫及，一時不及派員接收，在苏蒙联军驻苏尼特右旗部队负责人罗布桑和伊万诺夫策動下，部分蒙古族人士迁至德穆楚克栋鲁普王府，并由吉尔嘎朗、穆克登宝、补英达赖、都古尔苏荣、德力格尔朝克图等13人成立内蒙古人民委员会，作为临时权力机构，下设参议府、参军府及若干委员会，以号令内蒙古中、西部各盟旗。同时，蒙古青年革命党和内蒙古人民委员会向罗布桑、伊万诺夫正式提出内外蒙古合并的要求，并以蒙古青年革命党和内蒙古人民委员会的名义，通告錫林郭勒、察哈爾、烏蘭察布等盟以及东部盟旗在苏尼特右旗召开内蒙古盟旗人民代表大会，讨论内外蒙古合并问题。此訴求遭蒙古人民共和国拒绝后，遂将其议题改为讨论内蒙古独立问题，并草拟《内蒙古独立宣言》、《内蒙古人民共和国临时宪法》。
9月9日，内蒙古盟旗人民代表大会在苏尼特右旗温都尔庙原蒙古军幼年学校礼堂召开。与会者共80余人，计有锡林郭勒盟各旗、察哈尔盟7个旗（正蓝旗、太仆寺左旗未派代表），乌兰察布盟四子王旗派出的代表；聚集在苏尼特右旗的东、西部各界人士也以其所属盟旗代表的身份参加了大会，会期为3天。
经会议代表选举，组成了大会主席团和秘书处，选定吉尔嘎朗为大会秘书长，札奇斯钦为副秘书长。在会议中，代表们讨论并通过了《内蒙古独立宣言》和《内蒙古人民共和国临时宪法》；选举出内蒙古人民共和国临时政府委员27人，其中常务委员会委员11人。政府委员有补英达赖、达密凌苏隆、穆克登宝、都古尔苏荣、吉尔嘎朗、特克希卜彦（王宗洛）、阿拉坦瓦其尔、乌力吉敖喜尔、道尔吉苏荣、德力格尔朝克图、胡尔沁毕力格、布仁赛因、乌力吉那仁等。选举结束后，召开了全体政府委员会议，选举出临时政府主席、副主席，同时设立了政府职能部门内政、外交、军事、经济、交通、宣传、总务等部、厅。补英达赖（原蒙古自治邦最高法院院长、巴彦塔拉盟盟长）任临时政府主席，达密凌苏隆（原蒙古军第7师师长，察哈尔右翼正黄旗总管）任副主席兼军事部长。吉尔嘎朗、穆克登宝、特克希卜彦、乌力吉敖喜尔、胡尔沁毕力格、布仁赛因、郭勒敏色等任各部正副部长。
临时政府主张内外蒙合并和内蒙古独立，號召“民族独立”。为了扩大影响，临时政府派出由达密凌苏隆、吉尔嘎朗、穆克登宝等6人组成的代表团前往蒙古人民共和国，要求通过乌兰巴托广播电台向全世界宣布内蒙古已经独立，另要求苏联、蒙古人民共和国承认其独立，并在军事、经济上给予帮助。然而，蒙古人民共和国政府拒绝其請求，並稱由于受《雅爾達密約》及《中蘇友好同盟條約》的制约，外蒙古應以維持現狀為原則；内蒙古事情属于中華民國内政，因此不能越界干涉；有关内蒙古问题，应由内蒙古各界人士共同决定。另指示应同中共合作，以「解决内蒙古的民族问题」。在赴蒙代表团启程后不久，内蒙古人民共和国临时政府又遣宣传部长特克希卜彦等人往张北，代表临时政府与中共晋察冀中央局和八路军晋察冀军区接觸，試探中共的态度，尋求承认和支持。
临时政府的成立及其活动引起了中共的密切关注，中共中央认为这是一种民族分裂行为，与其主张的“民族区域自治”政策相违。为了推行民族区域自治政策，阻止内蒙古独立，中共晋察冀中央局根据中共中央指示，派乌兰夫等前往苏尼特右旗「解决問題」。同年10月初，绥蒙政府主席乌兰夫率奎璧、克力更、陈炳宇、黄静涛、达成义、田户等10余蒙汉干部，和当时在张家口的寿明图、赛音吉亚、胡尔沁毕力格等蒙古族青年知识分子，在一个警卫排护卫下由当时中共绥蒙区委员会、绥蒙政府、绥蒙军区驻地商都出发，抵达苏尼特右旗温都尔庙王府後，向驻當地苏蒙联军负责人說明中共民族政策。同时，對大量的青年知识分子和民族上层人士製造輿論，稱补英达赖是日伪蒙奸，使更多的人接受了中国共产党的观点。经过同苏蒙联军负责人及内蒙古人民共和国临时政府各方面人士广泛接触与深入调查研究後，改组内蒙古人民共和国临时政府的条件成熟。10月23日，中共中央书记处向晋察冀中央局和晋绥分局发出《关于内蒙古工作方针》。10月下旬，乌兰夫在苏尼特右旗主持召开了人民代表会议，改组临时政府为蒙古自治政府。乌兰夫任自治政府主席兼军事部长，奎璧任内政部部长、克力更任经济部部长、田户任军事部副部长，部分蒙古族青年知识分子和上层人士被选入政府任职，同时保留补英达赖政府委员的职位。並说明该政府仍属临时政府，以后将召开「内蒙古人民代表大会」产生正式的政府。11月，蒙古自治政府搬迁到张家口张北县，并停止使用临时政府名义。
之后，乌兰夫根据中共中央指示和内蒙古地区形势发展，提出筹备成立内蒙古自治运动联合会。11月10日，中共中央再次电示成立内蒙古自治运动联合会，作为统一领导内蒙古自治运动的机构。23日，中共晋察冀中央局提出开展内蒙古自治运动的具体政策。同月25日至27日，内蒙古自治运动联合会成立大会在张家口召开，通过《内蒙古自治运动联合会会章》、《内蒙古自治运动联合会目前工作方针》和《大会宣言》。大会选出了以乌兰夫为主席的内蒙古自治运动联合会执行委员会。参加大会的察哈尔十二旗代表中，索特那木卓穆绰（察哈爾盟明安旗人，又名赵兴福）被选为执行委员会常委，并担任青年部部长。至此，蒙古自治政府解散，並改組為内蒙古自治运动联合会。